# 艾賓浩斯錯覺

這是大小完全相同的兩個橙色圓圈，但是看起來感覺右邊的那個比較大。

艾賓浩斯錯覺或鐵欽納圓是一種對相對大小感知的一種視錯覺。這種錯覺以發現者，德國心理學家赫爾曼·艾賓豪斯（1850-1909）的名字命名；它的另一個名字則是來自普及在英語世界，由愛德華·鐵欽納在1901年出版的實驗心理學教科書。在最著名的幻覺版本中，兩個大小相同的圓圈比次靠近，但一個被更大的圓圈包圍，另一個被更小的圓圈包圍。並置的結果是被大圓包圍的中心圓顯得比被小圓包圍的圓更小。
最近的研究表明，影響艾賓浩斯錯覺感知的另外兩個關鍵因素是週圍圓圈與中心圓的距離和圓環的完整性。這使得其本質上可與德勃夫大小錯覺相提並論。不考慮相對的大小，如果周圍的圓離中心圓更近，則中心圓會顯得越大；如果周圍的圓離中心圓越遠，則中心圓顯得越小。雖然距離變數似乎是感知相對大小的一個積極因素，但周圍圓圈的大小限制了它們與中心圓的距離，導致許多研究混淆了這兩個變數。

## 可能的解釋
艾賓浩斯錯覺在大腦是否存在感知和行為獨立路徑的爭論中扮演著至關重要的角色（更多細節請參見雙流假說）。有人認為艾賓浩斯錯覺是扭曲了"感知"的大小，而不是"行動"。神經科學家梅爾文·古代爾的一項研究表明，當一位受試者需要回應身體的錯覺模型來抓取中心圓時，對握把孔徑大小的收放，不受感知尺寸失真的影響。然而在其他的研究中（Franz等人, 2005）提出原來的實驗存有瑕疵，其原始刺激限制了在抓取行為中發生錯誤的可能性，因而產生相當準確的抓取反應。並且指出獨立的較大和較小刺激——導致沒有錯覺，因為沒有其它的圓可起到參考作用。法蘭茲等人總結如下，行為和知覺系統兩者同樣受到艾賓浩斯錯覺所愚弄。